# Радіаційна аварія на заводі «Червоне Сормово»
Радіаційна аварія на заводі «Червоне Сормово» сталася 18 січня 1970 на заводі «Червоне Сормово» (Горький) при будівництві К-320, сьомого за рахунком атомного підводного човна проєкту 670 «Скат».

## Вибух
Під час проведення гідравлічних випробувань першого контуру силової установки атомного підводного човна, коли вона перебувала на стапелі механозбірного цеху (першого монтажного), відбувся несанкціонований запуск реактора ВМ. Пропрацювавши на величезній потужності близько 10—15 секунд, він частково зруйнувався. Безпосередньо у приміщенні знаходилося 150—200 робітників (разом із сусідніми, відокремленими тонкою перегородкою — до 1500 осіб). Дванадцять монтажників загинули одразу, решта потрапили під радіоактивний викид. Рівень випромінювання в цеху досягав 60 тисяч рентген (сумарний викид активності в приміщення цеху склав 75 тисяч кюрі). Зараження місцевості вдалося уникнути через закритість цеху, проте було здійснено скидання радіоактивної води у Волгу.
Того дня багато хто пішов додому, не отримавши необхідної дезактиваційної обробки та медичної допомоги. Шестеро постраждалих доправили до лікарні до Москви, троє з них померли через тиждень із діагнозом «гостра променева хвороба». Тільки наступного дня робітників почали відмивати спеціальними розчинами, їхній одяг та взуття — збирати та спалювати. З усіх без винятку взяли підписку про нерозголошення на 25 років.
Решті довелося взяти участь у роботах з ліквідації наслідків аварії, які тривали до 24 квітня 1970 року. У них взяло участь понад тисячу людей. З інструментів — цебро, швабра та ганчірка, захист — марлева пов'язка та гумові рукавички. Оплата становила 500 рублів на особу на день.
До січня 2005 року з понад 1000 учасників живими залишалося 380 осіб, до 2012 року — менш як 300. Усі — інваліди І та II груп. За участь у ліквідації аварії ніхто з них урядових нагород не одержав. Учасникам ліквідації наслідків аварії на виробничому об'єднанні «Завод „Червоне Сормово“» надано заходи соціальної підтримки у розмірі 50 % плати за комунальні послуги, а також за наймання, утримання та ремонт житлового приміщення, щомісячна виплата у розмірі 330 рублів на місяць до 1 січня 2010 року, 750 рублів — з 1 січня 2010 року.